# Feuillanci
Feuillanci (Feuillants) – klub polityczny czasów rewolucji francuskiej. Jego oficjalna nazwa brzmiała Stowarzyszenie 1789 roku. Klub został utworzony 16 lipca 1791 roku w wyniku secesji z klubu jakobinów, którego polityka ulegała stopniowej radykalizacji. Feuillanci jako miejsce swoich spotkań obrali bernardyński klasztor Feuillantów, dzięki czemu zaczęto tak nazywać to ugrupowanie. Feuillanci opowiadali się za monarchią konstytucyjną i rolą króla jako najwyższej władzy wykonawczej. Jednocześnie propagowali laicyzm i prowadzili umiarkowaną działalność antyklerykalną. Ich główną linią programową była demokratyzacja życia publicznego, wierność konstytucji i zakończenie dzieła rewolucji. Feuillanci byli najsilniejszym klubem politycznym w Legislatywie, z kolei wewnątrz podzieleni byli na dwie orientacje: lamenthystów (skupionych wokół Alexandre de Lametha) i fayettystów (skupionych wokół Marie Joseph de La Fayette'a) – stroniących od dworu królewskiego (La Fayette był wśród tego otoczenia persona non grata). Po obaleniu monarchii klub rozwiązano, a większość działaczy udała się na emigrację bądź odsunęła się od życia publicznego. Mimo to wielu z nich trafiło później na gilotynę.
Główni liderzy:
- Antoine Barnave (przewodniczący)
- Jean Sylvain Bailly
- Marie Joseph de La Fayette
- Louis Philippe Joseph d'Orléans
- Adrien Duport
- Emmanuel-Joseph Sieyès
- Alexandre de Lameth
- Charles-Maurice de Talleyrand-Périgord
- Louis Ramond de Carbonnières
- Vincent-Marie Viénot de Vaublanc
- Hugues-Bernard Maret
- Bernard Germain de Lacépède